# Psathyrella
Psathyrella — рід грибів родини Psathyrellaceae. Назва вперше опублікована 1872 року.

В Україні зустрічається Псатирелла водолюбива (Psathyrella piluliformis), Псатирелла каштаново-сіра (Psathyrella spadiceogrisea).

## Галерея

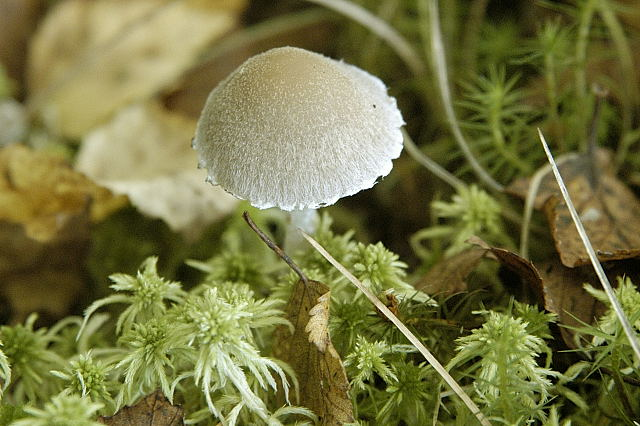
Psathyrella artemisiae
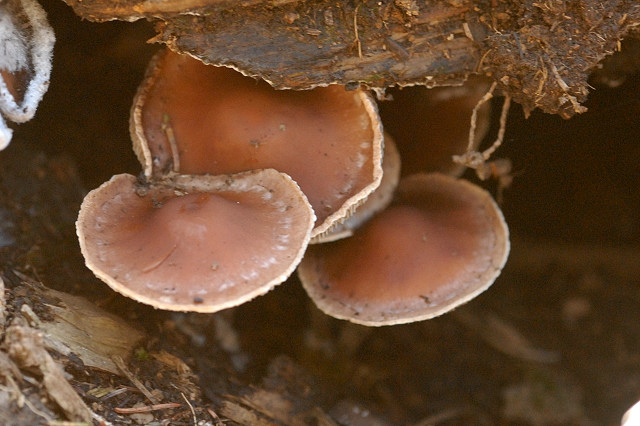
Psathyrella olympiana
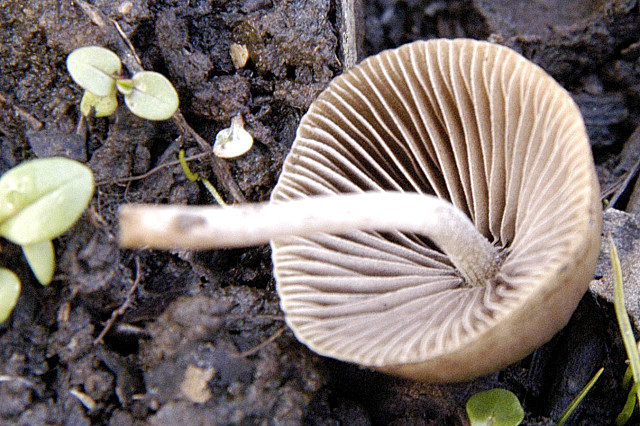
Psathyrella tephrophylla2